# 가지카자와정
가지카자와정(일본어: 鰍沢町)은 야마나시현 미나미코마군에 있던 정이다.
일본 3대 급류 중 하나인 후지강에 접하고 있고 에도 시대에는 후지강 수운 교통의 거점으로서 가지카자와 하안이 설치되어 번창하였다. 근대에는 철도와 도로 등 교통기관의 발달과 함께 상업권의 거점으로서의 역할은 약화되었고 최근에는 인구의 과소화가 진행되고 있다.
2010년 3월 8일에 북쪽의 마스호정과 합병해 후지카와정(富士川町)이 되었다.

## 지리
야마나시현 남부, 고후 분지의 남쪽 가장자리에 위치한다.

## 역사
- 1889년 4월 1일 - 정촌제 시행과 함께 가지카자와촌이 성립하였다.
- 1896년 8월 1일 - 정으로 승격해 가지카자와정이 되었다.

## 교통

### 도로
- 국도 52호선